# Leucostoma engeddense
Leucostoma engeddense är en tvåvingeart som beskrevs av Kugler 1966. Leucostoma engeddense ingår i släktet Leucostoma och familjen parasitflugor. Inga underarter finns listade i Catalogue of Life.